# Liste des matchs de l'équipe des Comores de football par adversaire
Cette liste présente les matchs de l'équipe des Comores de football par adversaire rencontré. (actualisé au 21 octobre 2019)
- Haut – A
- B
- C
- D
- E
- F
- G
- H
- I
- J
- K
- L
- M
- N
- O
- P
- Q
- R
- S
- T
- U
- V
- W
- X
- Y
- Z

## B

### Botswana

#### Confrontations
Confrontations entre le Botswana et les Comores :
|   | Date            | Lieu        | Match              | Score | Compétition                                                  |
| - | --------------- | ----------- | ------------------ | ----- | ------------------------------------------------------------ |
| 1 | 18 octobre 2009 | Bulawayo    | Comores - Botswana | 0-0   | Coupe COSAFA 2009 (gr. B)                                    |
| 2 | 24 mars 2016    | Mitsamiouli | Comores - Botswana | 1-0   | Qualifications à la Coupe d'Afrique des nations 2017 (gr. D) |
| 3 | 27 mars 2016    | Francistown | Botswana - Comores | 2-1   | Qualifications à la Coupe d'Afrique des nations 2017 (gr. D) |

#### Bilan
Au 17 avril 2019 :
- Total de matchs disputés : 3
- Victoires du Botswana : 1
- Matchs nuls : 1
- Victoires des Comores : 1
- Total de buts marqués par le Botswana : 2
- Total de buts marqués par les Comores : 2

### Burkina Faso

#### Confrontations
Confrontations entre le Burkina Faso et les Comores :
|   | Date         | Lieu        | Match                  | Score | Compétition                                                  |
| - | ------------ | ----------- | ---------------------- | ----- | ------------------------------------------------------------ |
| 1 | 5 mars 2014  | Martigues   | Burkina Faso - Comores | 1-1   | Match amical                                                 |
| 2 | 13 juin 2015 | Ouagadougou | Burkina Faso - Comores | 2-0   | Qualifications à la Coupe d'Afrique des nations 2017 (gr. D) |
| 3 | 5 juin 2016  | Moroni      | Comores - Burkina Faso | 0-1   | Qualifications à la Coupe d'Afrique des nations 2017 (gr. D) |

#### Bilan
Au 17 avril 2019 :
- Total de matchs disputés : 3
- Victoires du Burkina Faso : 2
- Matchs nuls : 1
- Victoires des Comores : 0
- Total de buts marqués par le Burkina Faso : 4
- Total de buts marqués par les Comores : 1

## C

### Cameroun

#### Confrontations
Confrontations entre le Cameroun et les Comores :
|   | Date             | Lieu        | Match              | Score | Compétition                                                  |
| - | ---------------- | ----------- | ------------------ | ----- | ------------------------------------------------------------ |
| 1 | 8 septembre 2018 | Mitsamiouli | Comores - Cameroun | 1-1   | Qualifications à la Coupe d'Afrique des nations 2019 (gr. B) |
| 2 | 23 mars 2019     | Yaoundé     | Cameroun - Comores | 3-0   | Qualifications à la Coupe d'Afrique des nations 2019 (gr. B) |
| 3 | 24 Janvier 2022  | Yaoundé     | Cameroun - Comores | 2-1   | CAN 2022 8/Finale                                            |

#### Bilan
- Total de matchs disputés : 3
- Victoires du Cameroun : 1
- Matchs nuls : 1
- Victoires des Comores : 0
- Total de buts marqués par le Cameroun : 6
- Total de buts marqués par les Comores : 2

### Côte d'Ivoire

#### Confrontations
Confrontations entre la Côte d'Ivoire et les Comores :
|   | Date        | Lieu             | Match                   | Score | Compétition  |
| - | ----------- | ---------------- | ----------------------- | ----- | ------------ |
| 1 | 7 juin 2019 | Boulogne-sur-Mer | Côte d'Ivoire - Comores | 3-1   | Match amical |

#### Bilan
Au 16 juin 2019 :
- Total de matchs disputés : 1
- Victoires de la Côte d'Ivoire : 1
- Matchs nuls : 0
- Victoires des Comores : 0
- Total de buts marqués par la Côte d'Ivoire : 3
- Total de buts marqués par les Comores : 1

## D

### Djibouti

#### Confrontations
Confrontations entre Djibouti et les Comores :
|   | Date             | Lieu  | Match              | Score | Compétition                                                      |
| - | ---------------- | ----- | ------------------ | ----- | ---------------------------------------------------------------- |
| 1 | 17 décembre 2006 | Sanaa | Djibouti - Comores | 2-4   | Qualifications à la Coupe arabe des nations 2009 (en) (1er tour) |

#### Bilan
Au 17 avril 2019 :
- Total de matchs disputés : 1
- Victoires de Djibouti : 0
- Matchs nuls : 0
- Victoires des Comores : 1
- Total de buts marqués par Djibouti : 2
- Total de buts marqués par les Comores : 4

## E

### Égypte

#### Confrontations
Confrontations entre l'Égypte et les Comores :
|   | Date             | Lieu   | Match            | Score | Compétition                                                  |
| - | ---------------- | ------ | ---------------- | ----- | ------------------------------------------------------------ |
| 1 | 18 novembre 2019 | Moroni | Comores - Égypte | 0-0   | Qualifications à la Coupe d'Afrique des nations 2021 (gr. G) |
|   | 9 novembre 2020  | ?      | Égypte - Comores |       | Qualifications à la Coupe d'Afrique des nations 2021 (gr. G) |

#### Bilan
Au 22 novembre 2019 :
- Total de matchs disputés : 1
- Victoires de l'Égypte : 0
- Matchs nuls : 1
- Victoires des Comores : 0
- Total de buts marqués par l'Égypte : 0
- Total de buts marqués par les Comores : 0

### Eswatini

#### Confrontations
Confrontations entre le Swaziland puis l'Eswatini et les Comores :
|   | Date            | Lieu     | Match               | Score | Compétition               |
| - | --------------- | -------- | ------------------- | ----- | ------------------------- |
| 1 | 22 octobre 2009 | Bulawayo | Swaziland - Comores | 3-0   | Coupe COSAFA 2009 (gr. B) |
| 2 | 27 mai 2019     | Umlazi   | Eswatini - Comores  | 2-2   | Coupe COSAFA 2019 (gr. A) |

#### Bilan
Au 16 juin 2019 :
- Total de matchs disputés : 2
- Victoires de l'Eswatini : 1
- Matchs nuls : 1
- Victoires des Comores : 0
- Total de buts marqués par l'Eswatini : 5
- Total de buts marqués par les Comores : 2

## G

### Gabon

#### Confrontations
Confrontations entre le Gabon et les Comores :
|   | Date            | Lieu    | Match            | Score | Compétition |
| - | --------------- | ------- | ---------------- | ----- | ----------- |
| 1 | 10 Janvier 2022 | Yaoundé | Comoros vs Gabon | 0-1   | CAN 2022    |

#### Bilan
- Total de matchs disputés : 1
- Victoires du Gabon : 1
- Matchs nuls : 0
- Victoires des Comores : 0
- Total de buts marqués par le Gabon : 1
- Total de buts marqués par les Comores : 0

### Ghana

#### Confrontations
Confrontations entre le Ghana et les Comores :
|   | Date             | Lieu        | Match           | Score | Compétition                                                      |
| - | ---------------- | ----------- | --------------- | ----- | ---------------------------------------------------------------- |
| 1 | 13 novembre 2015 | Mitsamiouli | Comores - Ghana | 0-0   | Éliminatoires de la Coupe du monde 2018 : zone Afrique (2e tour) |
| 2 | 17 novembre 2015 | Accra       | Ghana - Comores | 2-0   | Éliminatoires de la Coupe du monde 2018 : zone Afrique (2e tour) |
| 3 | 18 Janvier 2022  | Garoua      | Ghana - Comores | 2-3   | CAN 2022 (1e tour)                                               |

#### Bilan
- Total de matchs disputés : 3
- Victoires du Ghana : 1
- Matchs nuls : 1
- Victoires des Comores : 1
- Total de buts marqués par le Ghana : 4
- Total de buts marqués par les Comores : 3

### Guinée

#### Confrontations
Confrontations entre la Guinée et les Comores :
|   | Date            | Lieu       | Match            | Score | Compétition  |
| - | --------------- | ---------- | ---------------- | ----- | ------------ |
| 1 | 12 octobre 2019 | Versailles | Guinée - Comores | 0-1   | Match amical |

#### Bilan
Au 21 octobre 2019 :
- Total de matchs disputés : 1
- Victoires de la Guinée : 0
- Matchs nuls : 0
- Victoires des Comores : 1
- Total de buts marqués par la Guinée : 0
- Total de buts marqués par les Comores : 1

## K

### Kenya

#### Confrontations
Confrontations entre le Kenya et les Comores :
|   | Date             | Lieu        | Match           | Score | Compétition                                                                 |
| - | ---------------- | ----------- | --------------- | ----- | --------------------------------------------------------------------------- |
| 1 | 18 mai 2014      | Nairobi     | Kenya - Comores | 1-0   | Qualifications à la Coupe d'Afrique des nations 2015 (2e tour préliminaire) |
| 2 | 30 mai 2014      | Mitsamiouli | Comores - Kenya | 1-1   | Qualifications à la Coupe d'Afrique des nations 2015 (2e tour préliminaire) |
| 3 | 24 mars 2018     | Marrakech   | Kenya - Comores | 2-2   | Match amical                                                                |
|   | 31 août 2020     | ?           | Kenya - Comores |       | Qualifications à la Coupe d'Afrique des nations 2021 (gr. G)                |
|   | 9 septembre 2020 | ?           | Comores - Kenya |       | Qualifications à la Coupe d'Afrique des nations 2021 (gr. G)                |

#### Bilan
Au 17 avril 2019 :
- Total de matchs disputés : 3
- Victoires du Kenya : 1
- Matchs nuls : 2
- Victoires des Comores : 0
- Total de buts marqués par le Kenya : 4
- Total de buts marqués par les Comores : 3

## L

### Lesotho

#### Confrontations
Confrontations entre le Lesotho et les Comores :
|   | Date            | Lieu    | Match             | Score | Compétition                                                                   |
| - | --------------- | ------- | ----------------- | ----- | ----------------------------------------------------------------------------- |
| 1 | 24 juillet 2008 | Secunda | Comores - Lesotho | 0-1   | Coupe COSAFA 2008 (gr. B)                                                     |
| 2 | 7 octobre 2015  | Moroni  | Comores - Lesotho | 0-0   | Éliminatoires de la Coupe du monde 2018 : zone Afrique (1er tour)             |
| 3 | 13 octobre 2015 | Maseru  | Lesotho - Comores | 1-1   | Éliminatoires de la Coupe du monde 2018 : zone Afrique (1er tour)             |
| 4 | 17 mai 2017     | Moroni  | Comores - Lesotho | 2-0   | Qualifications au Championnat d'Afrique des nations 2018 (zone Sud - 2e tour) |
| 5 | 23 juillet 2017 | Maseru  | Lesotho - Comores | 1-0   | Qualifications au Championnat d'Afrique des nations 2018 (zone Sud - 2e tour) |

#### Bilan
Au 17 avril 2019 :
- Total de matchs disputés : 5
- Victoires du Lesotho : 2
- Matchs nuls : 2
- Victoires des Comores : 1
- Total de buts marqués par le Lesotho : 3
- Total de buts marqués par les Comores : 3

### Libye

#### Confrontations
Confrontations entre la Libye et les Comores :
|   | Date         | Lieu        | Match           | Score | Compétition                                                  |
| - | ------------ | ----------- | --------------- | ----- | ------------------------------------------------------------ |
| 1 | 28 mars 2011 | Bamako      | Libye - Comores | 3-0   | Qualifications à la Coupe d'Afrique des nations 2012 (gr. C) |
| 2 | 5 juin 2011  | Mitsamiouli | Comores - Libye | 1-1   | Qualifications à la Coupe d'Afrique des nations 2012 (gr. C) |

#### Bilan
Au 17 avril 2019 :
- Total de matchs disputés : 2
- Victoires de la Libye : 1
- Matchs nuls : 1
- Victoires des Comores : 0
- Total de buts marqués par la Libye : 4
- Total de buts marqués par les Comores : 1

## M

### Madagascar

#### Confrontations
Confrontations entre Madagascar et les Comores :
|   | Date             | Lieu               | Match                | Score | Compétition                                                      |
| - | ---------------- | ------------------ | -------------------- | ----- | ---------------------------------------------------------------- |
| 1 | 21 août 1990     | Antananarivo       | Madagascar - Comores | 1-0   | Jeux des îles de l'océan Indien 1990 (gr. A)                     |
| 2 | 20 août 1993     | Victoria           | Madagascar - Comores | 5-0   | Jeux des îles de l'océan Indien 1993 (gr. A)                     |
| 3 | 7 août 1998      | Saint-Denis        | Madagascar - Comores | 3-0   | Jeux des îles de l'océan Indien 1998 (gr. B)                     |
| 4 | 14 août 2007     | Antananarivo       | Madagascar - Comores | 3-0   | Jeux des îles de l'océan Indien 2007 (gr. B)                     |
| 5 | 14 octobre 2007  | Antananarivo       | Madagascar - Comores | 6-2   | Éliminatoires de la Coupe du monde 2010 (zone Afrique, 1er tour) |
| 6 | 17 novembre 2007 | Moroni             | Comores - Madagascar | 0-4   | Éliminatoires de la Coupe du monde 2010 (zone Afrique, 1er tour) |
| 7 | 29 août 2010     | Mahajanga          | Madagascar - Comores | 1-0   | Match amical                                                     |
| 8 | 11 novembre 2017 | Saint-Leu-la-Forêt | Comores - Madagascar | 1-1   | Match amical                                                     |
| 9 | 31 mai 2018      | Polokwane          | Madagascar - Comores | 1-0   | Match amical                                                     |

#### Bilan
Au 17 avril 2019 :
- Total de matchs disputés : 9
- Victoires de Madagascar : 8
- Matchs nuls : 1
- Victoires des Comores : 0
- Total de buts marqués par Madagascar : 25
- Total de buts marqués par les Comores : 3

### Malawi

#### Confrontations
Confrontations entre le Malawi et les Comores :
|   | Date             | Lieu     | Match            | Score | Compétition                                                  |
| - | ---------------- | -------- | ---------------- | ----- | ------------------------------------------------------------ |
| 1 | 22 juillet 2008  | Secunda  | Comores - Malawi | 0-1   | Coupe COSAFA 2008 (gr. B)                                    |
| 2 | 10 juin 2017     | Lilongwe | Malawi - Comores | 1-0   | Qualifications à la Coupe d'Afrique des nations 2019 (gr. B) |
| 3 | 17 novembre 2018 | Moroni   | Comores - Malawi | 2-1   | Qualifications à la Coupe d'Afrique des nations 2019 (gr. B) |
| 4 | 4 juin 2019      | Durban   | Comores - Malawi | 1-2   | Coupe COSAFA 2019 (barrage pour la 5e place)                 |

#### Bilan
Au 16 juin 2019 :
- Total de matchs disputés : 4
- Victoires du Malawi : 3
- Matchs nuls : 0
- Victoires des Comores : 1
- Total de buts marqués par le Malawi : 5
- Total de buts marqués par les Comores : 3

### Maldives

#### Confrontations
Confrontations entre les Maldives et les Comores :
|   | Date            | Lieu         | Match              | Score | Compétition                                                   |
| - | --------------- | ------------ | ------------------ | ----- | ------------------------------------------------------------- |
| 1 | 29 août 1979    | Saint-Pierre | Comores - Maldives | 2-1   | Jeux des îles de l'océan Indien 1979 (match pour la 5e place) |
| 2 | 29 août 1985    | Port-Louis   | Comores - Maldives | 2-2   | Jeux des îles de l'océan Indien 1985 (gr. B)                  |
| 3 | 6 août 2011     | Victoria     | Comores - Maldives | 2-2   | Jeux des îles de l'océan Indien 2011 (gr. A)                  |
| 4 | 20 juillet 2019 | Curepipe     | Maldives - Comores | 0--3  | Jeux des îles de l'océan Indien 2019 (gr. B)                  |

#### Bilan
Au 21 octobre 2019 :
- Total de matchs disputés : 4
- Victoires des Maldives : 0
- Matchs nuls : 2
- Victoires des Comores : 2
- Total de buts marqués par les Maldives : 5
- Total de buts marqués par les Comores : 9

### Maroc

#### Confrontations
Confrontations entre le Maroc et les Comores :
|   | Date            | Lieu        | Match           | Score | Compétition                                                  |
| - | --------------- | ----------- | --------------- | ----- | ------------------------------------------------------------ |
| 1 | 13 octobre 2018 | Casablanca  | Maroc - Comores | 1-0   | Qualifications à la Coupe d'Afrique des nations 2019 (gr. B) |
| 2 | 16 octobre 2018 | Mitsamiouli | Comores - Maroc | 2-2   | Qualifications à la Coupe d'Afrique des nations 2019 (gr. B) |
| 3 | 14 Janvier 2022 | Yaoundé     | Maroc - Comores | 2-0   | CAN 2022                                                     |

#### Bilan
- Total de matchs disputés : 3
- Victoires du Maroc : 2
- Matchs nuls : 1
- Victoires des Comores : 0
- Total de buts marqués par le Maroc : 5
- Total de buts marqués par les Comores : 2

### Maurice

#### Confrontations
Confrontations entre Maurice et les Comores :
|    | Date              | Lieu             | Match             | Score | Compétition                                                                                  |
| -- | ----------------- | ---------------- | ----------------- | ----- | -------------------------------------------------------------------------------------------- |
| 1  | 26 août 1979      | Saint-Pierre     | Maurice - Comores | 2-1   | Jeux des îles de l'océan Indien 1979 (gr. B)                                                 |
| 2  | 28 août 1979      | Saint-Pierre     | Comores - Maurice | 1-3   | Jeux des îles de l'océan Indien 1979 (gr. B)                                                 |
| 3  | 27 août 1990      | Antananarivo     | Maurice - Comores | 4-0   | Jeux des îles de l'océan Indien 1990 (demi-finale)                                           |
| 4  | 22 août 1993      | Victoria         | Maurice - Comores | 3-0   | Jeux des îles de l'océan Indien 1993 (gr. A)                                                 |
| 5  | 4 septembre 2003  | Curepipe         | Maurice - Comores | 5-0   | Jeux des îles de l'océan Indien 2003 (demi-finale)                                           |
| 6  | 9 août 2011       | Praslin          | Maurice - Comores | 2-0   | Jeux des îles de l'océan Indien 2011 (gr. A)                                                 |
| 7  | 1er décembre 2012 | Curepipe         | Maurice - Comores | 2-0   | Qualifications au Championnat d'Afrique des nations 2014 (en) (zone Sud - tour préliminaire) |
| 8  | 15 décembre 2012  | Mitsamiouli      | Comores - Maurice | 0-0   | Qualifications au Championnat d'Afrique des nations 2014 (en) (zone Sud - tour préliminaire) |
| 9  | 2 août 2015       |                  | Maurice - Comores | 3-0   | Jeux des îles de l'océan Indien 2015 (gr. A)                                                 |
| 10 | 24 mars 2017      | Mitsamiouli      | Comores - Maurice | 2-0   | Qualifications à la Coupe d'Afrique des nations 2019 (tour préliminaire)                     |
| 11 | 28 mars 2017      | Belle Vue Maurel | Maurice - Comores | 1-1   | Qualifications à la Coupe d'Afrique des nations 2019 (tour préliminaire)                     |
| 12 | 29 mai 2019       | Umlazi           | Comores - Maurice | 2-1   | Coupe COSAFA 2019 (gr. A)                                                                    |

#### Bilan
Au 16 juin 2019 :
- Total de matchs disputés : 12
- Victoires de Maurice : 8
- Matchs nuls : 2
- Victoires des Comores : 2
- Total de buts marqués par Maurice : 27
- Total de buts marqués par les Comores : 6

### Mauritanie

#### Confrontations
Confrontations entre la Mauritanie et les Comores :
|   | Date           | Lieu  | Match                | Score | Compétition  |
| - | -------------- | ----- | -------------------- | ----- | ------------ |
| 1 | 6 octobre 2017 | Tunis | Mauritanie - Comores | 0-1   | Match amical |

#### Bilan
Au 17 avril 2019 :
- Total de matchs disputés : 2
- Victoires de la Mauritanie : 1
- Matchs nuls : 1
- Victoires des Comores : 0
- Total de buts marqués par la Mauritanie : 4
- Total de buts marqués par les Comores : 1

### Mayotte

#### Confrontations
Confrontations entre le Mayotte et les Comores :
|   | Date            | Lieu  | Match             | Score | Compétition                                  |
| - | --------------- | ----- | ----------------- | ----- | -------------------------------------------- |
| 1 | 18 juillet 2019 | Flacq | Mayotte - Comores | 2-0   | Jeux des Îles de l'Océan indien 2019 (gr. B) |

#### Bilan
Au 21 octobre 2019 :
- Total de matchs disputés : 1
- Victoires de Mayotte : 1
- Matchs nuls : 0
- Victoires des Comores : 0
- Total de buts marqués par Mayotte : 2
- Total de buts marqués par les Comores : 0

### Mozambique

#### Confrontations
Confrontations entre le Mozambique et les Comores :
|   | Date             | Lieu        | Match                | Score | Compétition                                                       |
| - | ---------------- | ----------- | -------------------- | ----- | ----------------------------------------------------------------- |
| 1 | 9 octobre 2010   | Mitsamiouli | Comores - Mozambique | 0-1   | Qualifications à la Coupe d'Afrique des nations 2012 (gr. C)      |
| 2 | 8 octobre 2011   | Maputo      | Mozambique - Comores | 3-0   | Qualifications à la Coupe d'Afrique des nations 2012 (gr. C)      |
| 3 | 11 novembre 2011 | Mitsamiouli | Comores - Mozambique | 0-1   | Éliminatoires de la Coupe du monde 2014 : zone Afrique (1er tour) |
| 4 | 15 novembre 2011 | Maputo      | Mozambique - Comores | 4-1   | Éliminatoires de la Coupe du monde 2014 : zone Afrique (1er tour) |
| 5 | 29 mai 2018      | Polokwane   | Mozambique - Comores | 3-0   | Coupe COSAFA 2018 (gr. A)                                         |

#### Bilan
Au 17 avril 2019 :
- Total de matchs disputés : 5
- Victoires du Mozambique : 5
- Matchs nuls : 0
- Victoires des Comores : 0
- Total de buts marqués par le Mozambique : 12
- Total de buts marqués par les Comores : 1

## N

### Namibie

#### Confrontations
Confrontations entre la Namibie et les Comores :
|   | Date            | Lieu     | Match             | Score | Compétition                                                                   |
| - | --------------- | -------- | ----------------- | ----- | ----------------------------------------------------------------------------- |
| 1 | 20 juillet 2008 | Secunda  | Comores - Namibie | 0-3   | Coupe COSAFA 2008 (gr. B)                                                     |
| 2 | 13 août 2017    | Moroni   | Comores - Namibie | 2-1   | Qualifications au Championnat d'Afrique des nations 2018 (zone Sud - 3e tour) |
| 3 | 20 août 2017    | Windhoek | Namibie - Comores | 2-0   | Qualifications au Championnat d'Afrique des nations 2018 (zone Sud - 3e tour) |
| 4 | 26 juillet 2019 | Moroni   | Comores - Namibie | 0-2   | Qualifications au Championnat d'Afrique des nations 2020 (zone Sud - 2e tour) |
| 5 | 4 août 2019     | Windhoek | Namibie - Comores | 0-0   | Qualifications au Championnat d'Afrique des nations 2020 (zone Sud - 2e tour) |

#### Bilan
Au 21 octobre 2019 :
- Total de matchs disputés : 5
- Victoires de la Namibie : 3
- Matchs nuls : 1
- Victoires des Comores : 1
- Total de buts marqués par la Namibie : 8
- Total de buts marqués par les Comores : 2

## O

### Ouganda

#### Confrontations
Confrontations entre l'Ouganda et les Comores :
|   | Date             | Lieu        | Match             | Score | Compétition                                                  |
| - | ---------------- | ----------- | ----------------- | ----- | ------------------------------------------------------------ |
| 1 | 5 septembre 2015 | Mitsamiouli | Comores - Ouganda | 0-1   | Qualifications à la Coupe d'Afrique des nations 2017 (gr. D) |
| 2 | 4 septembre 2016 | Kampala     | Ouganda - Comores | 1-0   | Qualifications à la Coupe d'Afrique des nations 2017 (gr. D) |

#### Bilan
Au 17 avril 2019 :
- Total de matchs disputés : 2
- Victoires de l'Ouganda : 2
- Matchs nuls : 0
- Victoires des Comores : 0
- Total de buts marqués par l'Ouganda : 2
- Total de buts marqués par les Comores : 0

## R

### Réunion

#### Confrontations
Confrontations entre La Réunion et les Comores :
|   | Date             | Lieu            | Match             | Score | Compétition                                        |
| - | ---------------- | --------------- | ----------------- | ----- | -------------------------------------------------- |
| 1 | 31 août 1979     | Saint-Pierre    | Réunion - Comores | 6-1   | Jeux des îles de l'océan Indien 1979 (demi-finale) |
| 2 | 27 août 1985     | Port-Louis      | Réunion - Comores | 1-0   | Jeux des îles de l'océan Indien 1985 (gr. B)       |
| 3 | 23 août 1990     | Antananarivo    | Réunion - Comores | 0-1   | Jeux des îles de l'océan Indien 1990 (gr. A)       |
| 4 | 30 août 2003     | Centre de Flacq | Réunion - Comores | 1-0   | Jeux des îles de l'océan Indien 2003 (gr. A)       |
| 5 | 2 septembre 2003 | Centre de Flacq | Comores - Réunion | 0-4   | Jeux des îles de l'océan Indien 2003 (gr. A)       |
| 6 | 10 août 2007     | Antananarivo    | Comores - Réunion | 1-1   | Jeux des îles de l'océan Indien 2007 (gr. B)       |
| 7 | 4 août 2015      |                 | Réunion - Comores | 3-0   | Jeux des îles de l'océan Indien 2015 (gr. A)       |
| 8 | 22 juillet 2019  | Curepipe        | Réunion - Comores | 0-1   | Jeux des îles de l'océan Indien 2015 (gr. A)       |

#### Bilan
Au 21 octobre 2019 :
- Total de matchs disputés : 8
- Victoires de la Réunion : 5
- Matchs nuls : 1
- Victoires des Comores : 2
- Total de buts marqués par la Réunion : 16
- Total de buts marqués par les Comores : 4

## S

### Seychelles

#### Confrontations
Confrontations entre les Seychelles et les Comores :
|   | Date             | Lieu         | Match                | Score | Compétition                                                   |
| - | ---------------- | ------------ | -------------------- | ----- | ------------------------------------------------------------- |
| 1 | 29 août 1990     | Antananarivo | Seychelles - Comores | 3-1   | Jeux des îles de l'océan Indien 1990 (match pour la 3e place) |
| 2 | 7 août 1998      | Saint-Denis  | Seychelles - Comores | 3-0   | Jeux des îles de l'océan Indien 1998 (gr. B)                  |
| 3 | 6 septembre 2003 | Curepipe     | Comores - Seychelles | 0-2   | Jeux des îles de l'océan Indien 2003 (match pour la 3e place) |
| 4 | 20 octobre 2009  | Bulawayo     | Seychelles - Comores | 1-2   | Coupe COSAFA 2009 (gr. B)                                     |
| 5 | 4 août 2011      | Victoria     | Seychelles - Comores | 0-0   | Jeux des îles de l'océan Indien 2011 (gr. A)                  |
| 6 | 27 mai 2018      | Polokwane    | Comores - Seychelles | 1-1   | Coupe COSAFA 2018 (gr. A)                                     |

#### Bilan
Au 17 avril 2019 :
- Total de matchs disputés : 6
- Victoires des Seychelles : 3
- Matchs nuls : 2
- Victoires des Comores : 1
- Total de buts marqués par les Seychelles : 10
- Total de buts marqués par les Comores : 4

## T

### Togo

#### Confrontations
Confrontations entre le Togo et les Comores :
|   | Date              | Lieu      | Match          | Score | Compétition                                                       |
| - | ----------------- | --------- | -------------- | ----- | ----------------------------------------------------------------- |
| 1 | 11 novembre 2016  | Tunis     | Togo - Comores | 2-2   | Match amical                                                      |
| 2 | 4 juin 2017       | Marseille | Togo - Comores | 2-0   | Match amical                                                      |
| 3 | 6 septembre 2019  | Moroni    | Comores - Togo | 1-1   | Éliminatoires de la Coupe du monde 2022 : zone Afrique (1er tour) |
| 4 | 10 septembre 2019 | Lomé      | Togo - Comores | 2-0   | Éliminatoires de la Coupe du monde 2022 : zone Afrique (1er tour) |
| 5 | 14 novembre 2019  | Lomé      | Togo - Comores | 0-1   | Qualifications à la Coupe d'Afrique des nations 2021 (gr. G)      |
|   | 5 octobre 2020    | ?         | Comores - Togo |       | Qualifications à la Coupe d'Afrique des nations 2021 (gr. G)      |

#### Bilan
Au 22 novembre 2019 :
- Total de matchs disputés : 5
- Victoires du Togo : 2
- Matchs nuls : 2
- Victoires des Comores : 1
- Total de buts marqués par le Togo : 7
- Total de buts marqués par les Comores : 4

## Y

### Yémen

#### Confrontations
Confrontations entre le Yémen et les Comores :
|   | Date             | Lieu  | Match           | Score | Compétition                                                      |
| - | ---------------- | ----- | --------------- | ----- | ---------------------------------------------------------------- |
| 1 | 14 décembre 2006 | Sanaa | Yémen - Comores | 2-0   | Qualifications à la Coupe arabe des nations 2009 (en) (1er tour) |

#### Bilan
Au 17 avril 2019 :
- Total de matchs disputés : 1
- Victoires du Yémen : 1
- Matchs nuls : 0
- Victoires des Comores : 0
- Total de buts marqués par le Yémen : 2
- Total de buts marqués par les Comores : 0

## Z

### Zambie

#### Confrontations
Confrontations entre la Zambie et les Comores :
|   | Date             | Lieu          | Match            | Score | Compétition                                                  |
| - | ---------------- | ------------- | ---------------- | ----- | ------------------------------------------------------------ |
| 1 | 5 septembre 2010 | Chililabombwe | Zambie - Comores | 4-0   | Qualifications à la Coupe d'Afrique des nations 2012 (gr. C) |
| 2 | 4 septembre 2011 | Mitsamiouli   | Comores - Zambie | 1-2   | Qualifications à la Coupe d'Afrique des nations 2012 (gr. C) |

#### Bilan
Au 17 avril 2019 :
- Total de matchs disputés : 2
- Victoires de la Zambie : 2
- Matchs nuls : 0
- Victoires des Comores : 0
- Total de buts marqués par la Zambie : 6
- Total de buts marqués par les Comores : 1

### Zimbabwe

#### Confrontations
Confrontations entre le Zimbabwe et les Comores :
|   | Date           | Lieu        | Match              | Score | Compétition                                                                                  |
| - | -------------- | ----------- | ------------------ | ----- | -------------------------------------------------------------------------------------------- |
| 1 | 21 juin 2015   | Harare      | Zimbabwe - Comores | 2-0   | Qualifications au Championnat d'Afrique des nations 2016 (en) (zone Sud - tour préliminaire) |
| 2 | 4 juillet 2015 | Mitsamiouli | Comores - Zimbabwe | 0-0   | Qualifications au Championnat d'Afrique des nations 2016 (en) (zone Sud - tour préliminaire) |
| 3 | 1er juin 2019  | KwaMashu    | Zimbabwe - Comores | 2-0   | Coupe COSAFA 2019 (quart de finale)                                                          |

#### Bilan
Au 16 juin 2019 :
- Total de matchs disputés : 3
- Victoires du Zimbabwe : 2
- Matchs nuls : 1
- Victoires des Comores : 0
- Total de buts marqués par le Zimbabwe : 4
- Total de buts marqués par les Comores : 0